# Дьоску
Дьоску (рос. Дёску, якут. Дьооску) — село в азійській частині Російської Федерації, Абийському улусі Якутії (Республіки Саха). Підпорядковане Абийському наслегу.
Засноване у 1928 році. Станом на 1 січня 2001 року в Дьоску мешкало 86 осіб, у 2010 році — 53 особи.
Село розташоване у тундровому поясі, поблизу — озеро Отто-Оттох.